# Nayarnamtales
Nayarnamtales – gaun wikas samiti w zachodniej części Nepalu w strefie Lumbini w dystrykcie Palpa. Według nepalskiego spisu powszechnego z 2001 roku liczył on 504 gospodarstw domowych i 2563 mieszkańców (1415 kobiet i 1148 mężczyzn).